# Pandemia de COVID-19 na Escócia
Este artigo documenta os impactos da pandemia de COVID-19 na Escócia e pode não incluir todas as principais respostas e medidas contemporâneas.

## Cronologia

### Março de 2020
O primeiro caso foi confirmado em 1º de março, um morador de Tayside que havia viajado recentemente para a Itália. Mais dois casos foram confirmados em 4 de março. Três outros casos foram confirmados em 5 de março. Em 6 de março, o número de casos confirmados havia aumentado para 11. Em 13 de março, foi confirmada a primeira morte por COVID-19 na Escócia, de um paciente idoso com condições de saúde subjacentes. Até 16 de março, foram confirmados 171 casos.
Em 24 de março, o número de mortes chegou a 16. Em 25 de março, o Primeiro Ministro confirmou que o Governo Escocês estabeleceu um grupo consultivo COVID-19 para complementar os conselhos que estava recebendo do Grupo Consultivo Científico para Emergências do Reino Unido. Em 26 de março, 25 mortes foram relatadas.

### Abril de 2020
Em 6 de abril de 2020, a Lei 2020 de Coronavírus (Escócia), que foi introduzida como projeto de lei de emergência no Parlamento escocês em 31 de março de 2020, ganhou Royal Assent, tornando-se lei. Em 19 de abril, o país chegou aos 8 mil casos confirmados.